# Cres (ciutat)
Cres (croat) o Cherso (italià) és una ciutat al županija de Primorje-Gorski Kotar, els idiomes oficials del qual són el croat i l'italià. És a una altitud de 4 msnm a 219 km de la capital nacional, Zagreb. Al cens 2011 al municipi hi constaven 2.879 ciutadans, distribuïts en les següents localitats:
- Beli - 47
- Cres - 2.289
- Dragozetići - 20
- Filozići - 6
- Grmov - 2
- Ivanje - 3
- Loznati - 40
- Lubenice - 12
- Mali Podol - 3
- Martinšćica - 132
- Merag - 10
- Miholašćica - 36
- Orlec - 192
- Pernat - 8
- Porozina - 29
- Predošćica - 3
- Stanić - 0
- Stivan - 40
- Sveti Petar - 14
- Valun - 65
- Važminež - 0
- Vidovići - 2
- Vodice - 7
- Vrana - 12
- Zbičina - 5
- Zbišina - 2

| Evolució de la població de Cres 1857-2011. |
|                                            |